# Dimitar Berbatov
Dimitar Ivanov Berbatov (bulgariska: Димитър Иванов Бербатов), född 30 januari 1981 i Blagoevgrad, är en bulgarisk före detta fotbollsspelare.
Han spelade i Tottenham Hotspur FC till den 1 september 2008 innan han gick till Manchester United för en övergångsumma som enligt rapporter låg på £30,7m (cirka 360 miljoner SEK). Han har tidigare spelat i Bayer Leverkusen. Tottenham köpte honom från den tyska klubben för £10,9 miljoner. Berbatov har bland annat fått utmärkelsen årets spelare i Bulgarien tre gånger: 2002, 2004 och 2005.

## Klubbkarriär
Berbatov gjorde 21 mål på 34 matcher för Bayer Leverkusen i Bundesliga 2005/2006 och slutade som tvåa i skytteligan. Under sina fem och ett halvt år i tyska Bundesliga producerade han 69 mål på 154 ligamatcher.
Dimitar Berbatov gjorde sina 2 första mål i Manchester Uniteds bortavinst mot danska Ålborg (3-0) i den andra gruppspelsmatchen i Champions League. Hans kanske bästa match hittills i Unitedtröjan gjorde han i ligamatchen mot Liverpool FC den 19 September 2010 då han lyckades göra ett hat-trick efter att Manchester United vunnit matchen med slutresultatet 3-2 hemma på Old Trafford. Den 27 november 2010 blev Berbatov den fjärde spelaren att göra fem mål i en och samma match sedan Premier League startade säsongen 1992-1993 när Manchester United besegrade Blackburn Rovers med 7-1. Berbatov delar därmed rekordet för flest mål i en Premier League-match med Andy Cole, Alan Shearer, Jermaine Defoe och Sergio Agüero.

## Landslagskarriär
Berbatov spelade i det bulgariska landslaget från 1999 till 2010. De sista tre åren var han även lagkapten. I maj 2010 meddelade han att han avslutade sin landslagskarriär delvis beroende på att man misslyckats med att kvalificera sig till VM i fotboll 2010. Han spelade totalt 78 matcher och gjorde 48 mål.